# Vielle-Aure
Vielle-Aure é uma comuna francesa na região administrativa de Occitânia, no departamento dos Altos Pirenéus. Estende-se por uma área de 5,38 km². Em 2010 a comuna tinha 337 habitantes (densidade: 62,6 hab./km²).